# Єфіменко Дмитро Олександрович
Дмитро Олександрович Єфіменко (нар. 30 серпня 2001, Україна) — український футболіст, правий вінґер польського клубу «Вінета» (Волін).

## Життєпис
Вихованець академії «Динамо». У футболці киян з 2013 по 2018 рік виступав у ДЮФЛУ.  Навесні 2018 року дебютував за юнацьку (U-19) команду киян, а в 2020 році — за молодіжну команду. Також виступав за «динамівців» у Юнацькій лізі УЄФА 2019/20, в якій дебютував 2 жовтня 2019 року в переможному (8:0) домашньому поєдинку першого раунду проти македонської «Шкендії». Дмитро вийшов на поле в стартовому складі, а на 46-й хвилині його замінив Віктор Блізніченко. У сезоні 2019/20 років у вище вказаному турнірі провів 2 поєдинки. Проте через високу конкуренцію в першій команді проявити себе шансу так і не отримав.
Наприкінці вересня 2021 року вільним агентом перейшов до «Ужгорода». У футболці «городян» дебютував 2 жовтня 2021 року в переможному (2:0) домашньому поєдинку Другої ліги України проти кременчуцького «Кременя». Єфіменко вийшов на поле в стартовому складі, а на 55-й хвилині його замінив Вадим Мердєєв. У жовтні 2021 року провів 4 поєдинки за ужгородців.
З 2022 по 2023 рік виступав за нижчолігові польські клуби ЛЗС (Старовіце) та «Стар» (Стараховиці). Наприкінці липня 2023 року підписав контракт з «Динамо» (Рига). У футболці столичного клубу дебютував 29 липня 2023 року в програному (1:2) домашньому поєдинку 13-го туру Першої ліги Латвії проти резервної команди «Риги». Дмитро вийшов на поле в стартовому складі, на 41-й хвилині отримав жовту картку, на 59-й хвилині відзначився дебютним голом за нову команду. У складі «Динамо» відзначився 2-ма голами у 9-ти поєдинках Першої ліги Латвії. Наприкінці грудня 2023 року залишив латвійський клуб. Згодом повернувся до Польщі, виступав за «П'яст» (Жміґруд). З кінця липня 2024 року захищає кольори нижчолігового клубу «Вінета» (Волін).

## Досягнення
«Стар»
- IV ліга Польщі (Светокжинська група)
  -  Чемпіон (1): 2022/23[4]